# Maserati Ghibli (Tipo AM336)
Der im Frühjahr 1992 vorgestellte Maserati Ghibli ist ein Sportwagen des italienischen Automobilherstellers Maserati. Die werksinterne Modellbezeichnung lautet Tipo AM336; in der Presse wird das Auto gelegentlich auch als Ghibli II bezeichnet. Es war nach dem von Ende 1966 bis Ende 1973 gebauten Ghibli das zweite Modell der Marke, das diesen Namen trug. Das neue und nur als Coupé erhältliche Fahrzeug gehörte zur Biturbo-Familie und hatte nichts mit dem Sportwagen der 1960er-Jahre zu tun. Vom Ghibli gab es eine Straßenversion und eine wenig verbreitete Rennsportversion.

## Hintergrund
Nachdem der Argentinier Alejandro de Tomaso im Sommer 1975 den vor der Zahlungsunfähigkeit stehenden Sportwagenhersteller Maserati übernommen hatte, änderte er zu Beginn der 1980er-Jahre die Ausrichtung des traditionsreichen Unternehmens. Das unter seiner Leitung entwickelte und 1981 vorgestellte Coupé Biturbo, das konzeptionell an die BMW 3er-Serie erinnerte, machte Maserati zu einem Serienhersteller. In den folgenden Jahren entstanden weitere auf der Biturbo-Struktur basierende Modelle: ein Cabriolet, eine viertürige Limousine und je ein Coupé mit verkürztem und mit verlängertem Radstand. Auch bei den Motoren gab es nahezu jährlich neue Varianten: Sechszylindermotoren mit Hubräumen von 2,0 bis 2,8 Litern und verschiedene Vergaser- und Einspritzversionen mit Leistungen zwischen 206 und 225 kW (280 – 306 PS). De Tomasos Modellpolitik machte zu Beginn der 1990er-Jahre auf Beobachter einen „planlosen“ bzw. „verzweifelten“ Eindruck. Zuletzt konkurrierten im Bereich der zweitürigen Coupés mit regulärem Radstand der 222, der 2.24v, der 222 SE, der 222 4v und der Racing miteinander. Hinzu kamen kurze Coupés wie der Karif oder der Shamal.
1989 erwarb der italienische Autokonzern Fiat zunächst einen Minderheitsanteil an Maserati, vier Jahre später übernahm Fiat das Unternehmen vollständig. In der Folge nahm Fiat zunehmend Einfluss auf die Modellpolitik Maseratis, woraus schrittweise eine Straffung des Angebots resultierte. Der 1992 vorgestellte Coupé Ghibli war das erste neue Modell, das unter diesen Vorzeichen entwickelt wurde. Es war abermals eine Variation des Biturbo-Themas, war stilistisch aber eigenständiger als seine Vorgänger. Mit seiner Einführung endete die Produktion aller anderen zweitürigen Coupé-Versionen mit regulärem Radstand, sodass der Ghibli alle Varianten des 222 sowie den Racing ersetzte. Die letzten Exemplare dieser Modelle wurden noch bis 1994 parallel zum Ghibli abverkauft.

## Modellgeschichte

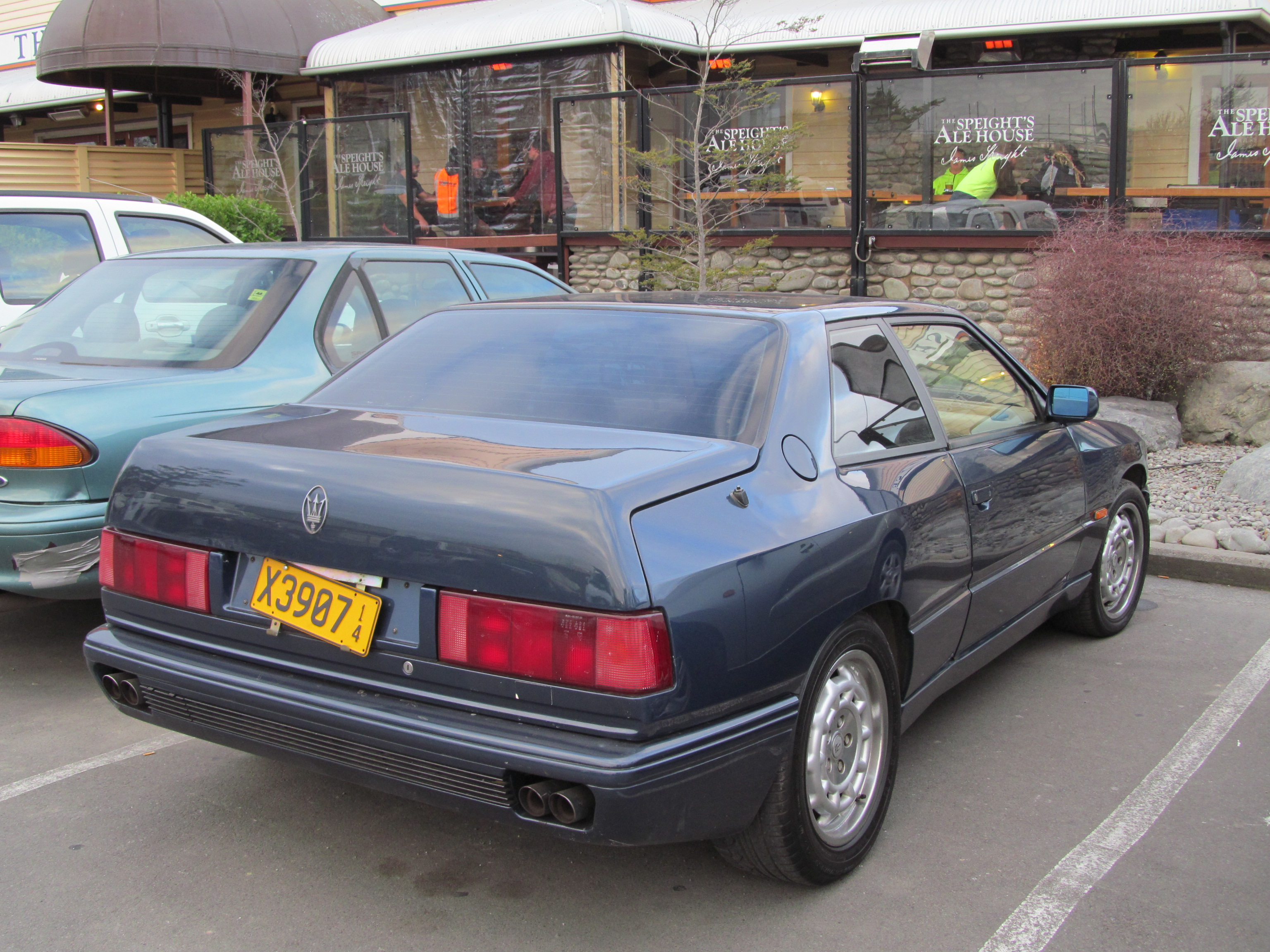
Hohes Heck: Ghibli II

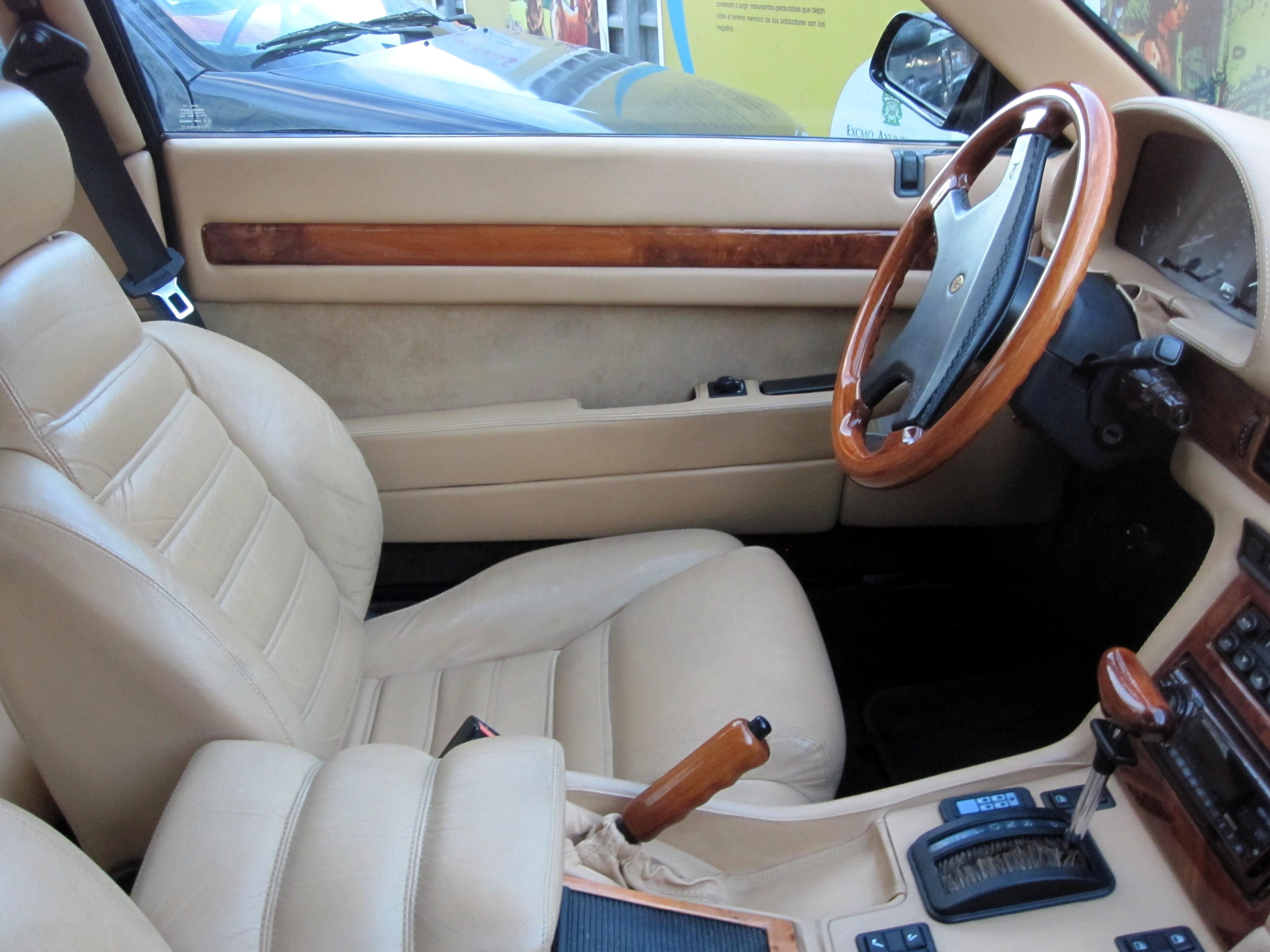
Interieur

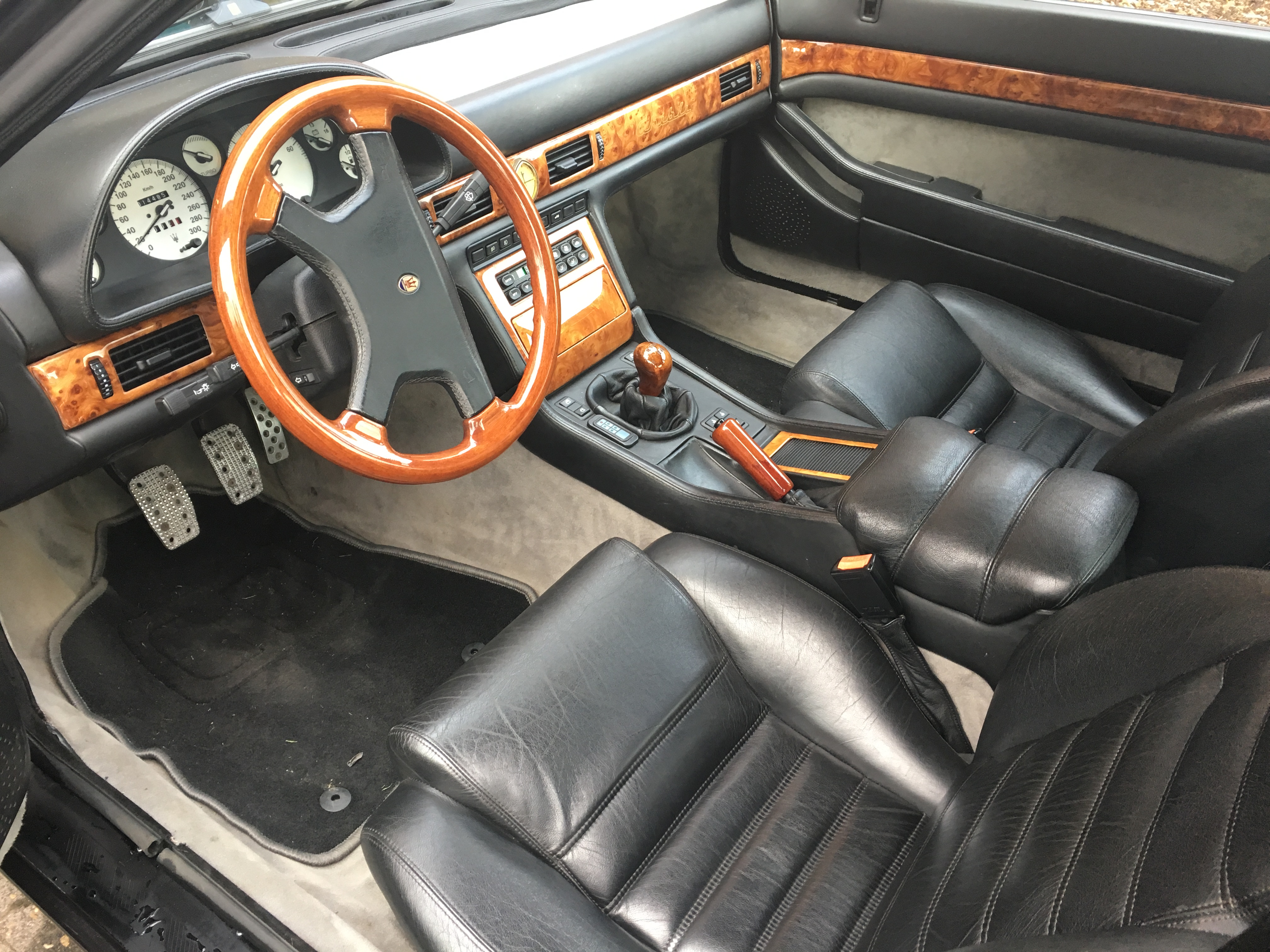

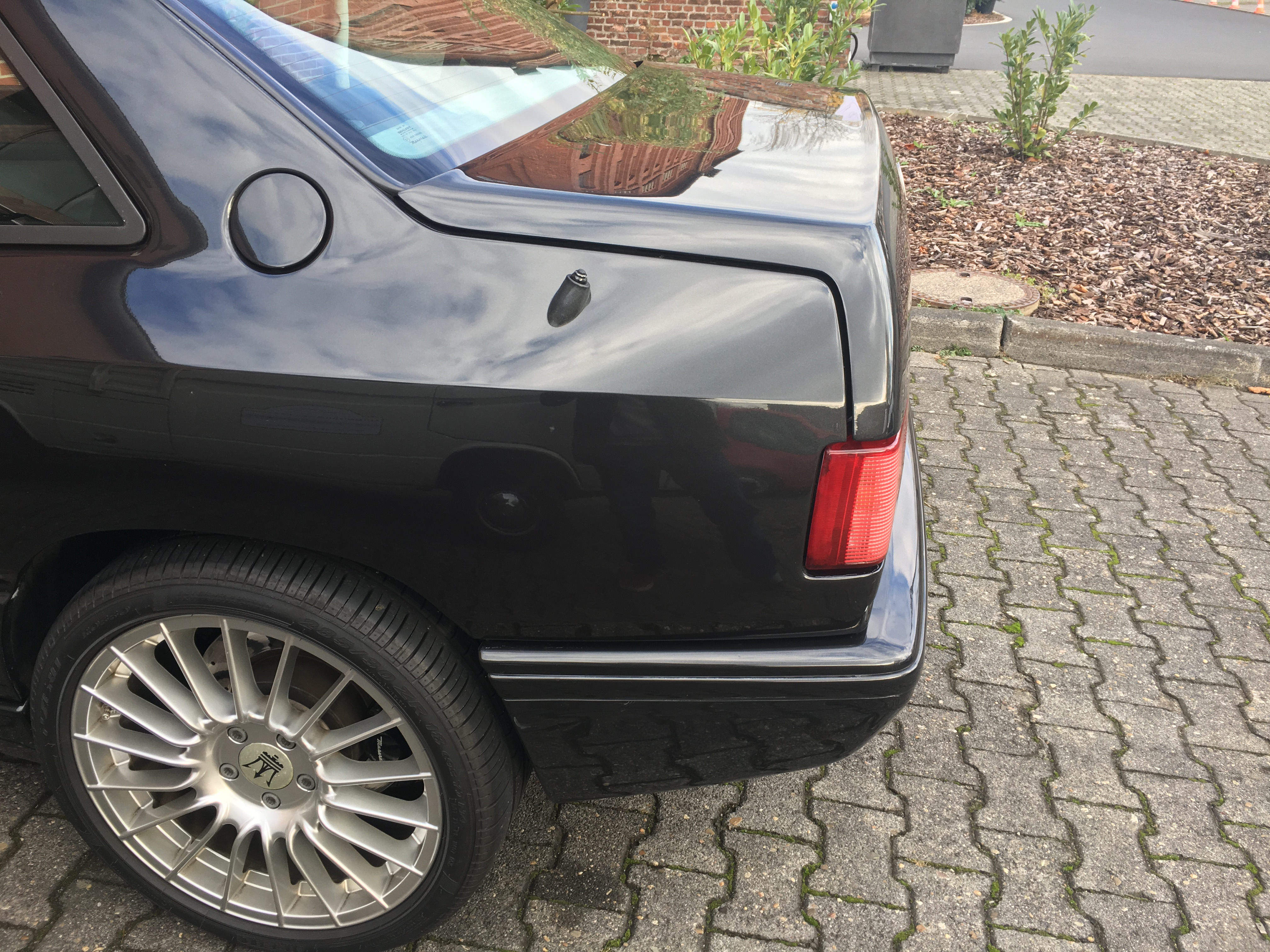

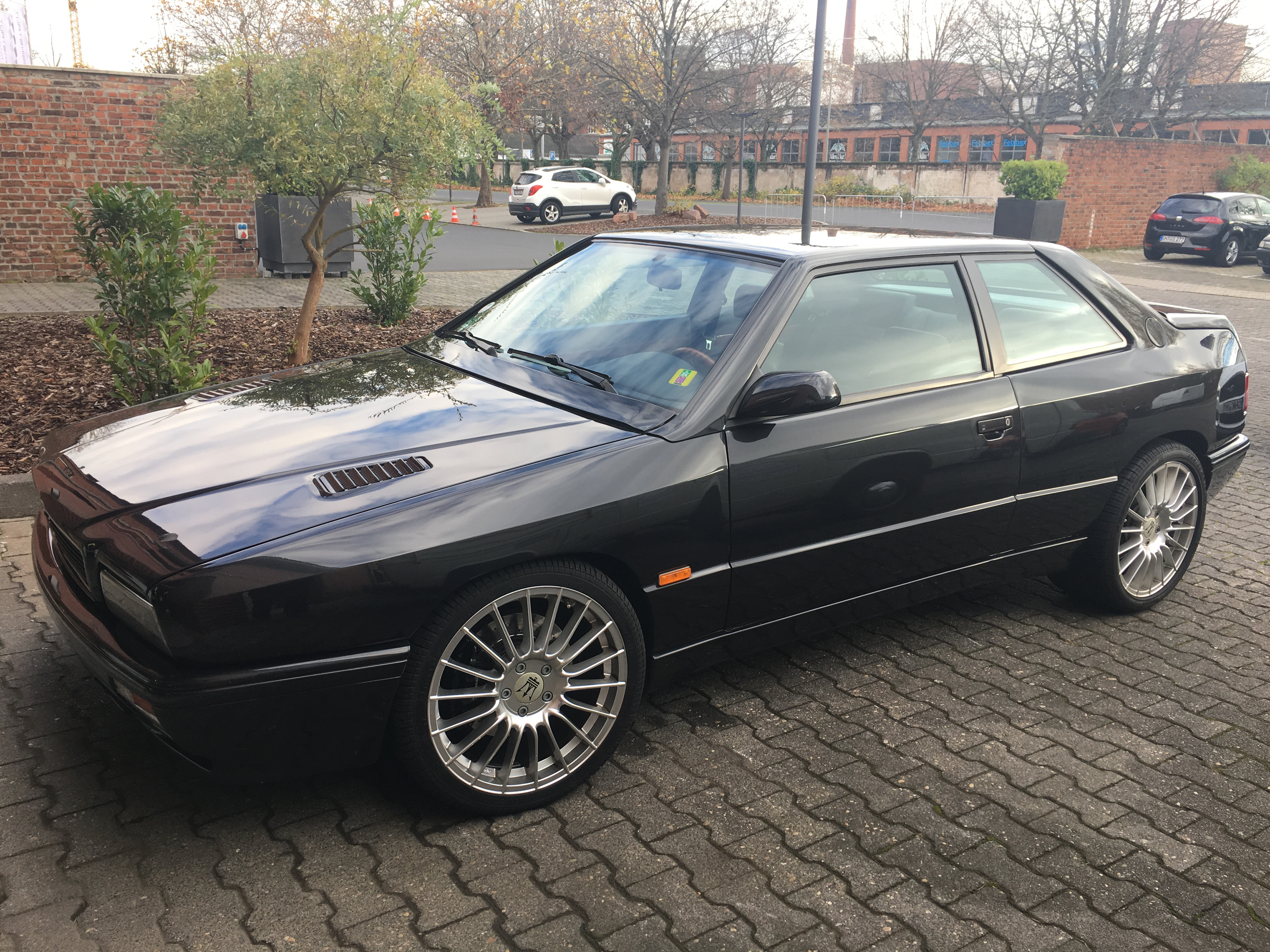

### Karosserie
Der neue Ghibli basierte erkennbar auf Elementen der Biturbo-Modelle. Die Bodengruppe und die Karosseriestruktur wurden vom Biturbo übernommen; daher waren die Abmessungen des Ghibli und die des unmittelbaren Vorgängers 222 gleich. Auch die Türen, Dach und Teile der Verglasung wurden von früheren Biturbo-Modellen übernommen.
Die äußeren Blechteile waren weitgehend neu gestaltet. Das Design verantwortete Marcello Gandini, der kurz zuvor mit dem Shamal bereits einen weiteren Biturbo-Ableger entworfen hatte. Dementsprechend war der Ghibli eine „stilistisch weniger aggressive“ Weiterentwicklung des Shamal; gelegentlich wurde er als „domestizierte Version des Shamal“ bezeichnet. Maserati übernahm die vorderen Stoßstangen des Shamal und die auffällige Abdeckung der Wischerachsen und Lüftungsschlitze am unteren Ende der Windschutzscheibe. Die Kotflügel des Ghibli waren ebenfalls stark ausgestellt; sie erreichten allerdings nicht die Dimensionen der Shamal-Kotflügel. Auch die Scheinwerfereinheiten – je ein runder und ein viereckiger Scheinwerfer – waren gleich, allerdings befanden sie sich nunmehr hinter einer Glasabdeckung, was von vielen Beobachtern als eine stilistische Verbesserung empfunden wurde. Schließlich trug der Ghibli ebenso wie der Shamal einen höheren Kofferraumdeckel, der allerdings im Detail anders gestaltet war. Mit diesem Stilelement zitierte der Ghibli den zeitgenössischen BMW M3. Der Innenraum war geprägt von Connolly-Leder und Echtholzapplikationen.

### Antriebstechnik
Angetrieben wurde der Ghibli zunächst ausschließlich von einem Zweiliter-V6-Motor mit zwei parallelgeschalteten Turboladern (Biturbo) und 228 kW (310 PS), der seine Kraft über ein Fünfganggetriebe an die Hinterräder weiterleitete. Dieser Motor war bereits 1990 für den kurzlebigen Sportwagen Maserati Racing entwickelt worden. 1993 kam für Exportmärkte eine Version mit 209 kW (284 PS) leistendem 2,8-Liter-V6 ins Programm, die wahlweise mit einem Schaltgetriebe oder einer von ZF bezogenen Getriebeautomatik mit vier Vorwärtsgängen erhältlich war.

### Modellpflege 1994
Ende 1994 erfolgte eine Modellpflege mit breiteren Stoßstangen, geändertem Maserati-Logo im Kühlergrill, neuen 17-Zoll-Rädern und breiteren Reifen. Auch im Bereich der Technik gab es Modifikationen: Maserati änderte die Fahrwerksgeometrie und führte elektronisch verstellbare Stoßdämpfer ein. Mit der Überarbeitung wurde außerdem das manuell geschaltete Fünf- durch ein Sechsganggetriebe ersetzt.

### Ghibli Cup
1994 erschien das Sondermodell Ghibli Cup, von dem je nach Quelle 75 oder 86 Exemplare entstanden. Der Cup war die Straßenversion des Rennsportwagens Ghibli Open Cup. Er hatte einen 2,0 Liter großen Motor, dessen Leistung auf 246 kW erhöht worden war. Das Modell war mit Sonderrädern, Momo-Lenkrad und Aluminiumpedalen betont sportlich ausgestattet.

### Ghibli Primatist
Ende 1996 entstand der Ghibli Primatist, dessen Bezeichnung an ein gleichnamiges Sportboot des italienischen Herstellers Bruno Abbate erinnerte. Ein Primatist-Boot hatte im Herbst 1996 auf dem Luganersee einen neuen Weltrekord in der 5000-cm³-Klasse für Motorboote für einen fliegenden Kilometer aufgestellt. Ungeachtet der lediglich zwei Liter Hubraum des Ghibli-Motors hatte man sich aufgrund der ausgezeichneten Beschleunigungsleistung, der kompakten Abmessungen und des geringen Gewichts für dieses Antriebsaggregat entschieden. Das Ziel wurde am 4. November 1996 auf dem Luganersee mit einer mittleren Geschwindigkeit von 216,703 km/h erreicht.
Der Ghibli Primatist ähnelte dem Ghibli Cup, dessen Nachfolger er war. Er hatte einen 2,0 Liter großen Sechszylindermotor mit regulärer Leistung von 225 kW (306 PS). Die Fahrzeuge waren blau lackiert. Sie hatten eine Innenausstattung aus Leder, bei der hell- und dunkelblaue Farbtöne kombiniert waren, dazu helles Wurzelholz. Ein spezieller Schriftzug an den Seitenteilen zwischen Tür und hinterem Radlauf, der mit einem stilisierten Rennboot und der Aufschrift Ghibli Primatist versehen war, ist ein weiteres Unterscheidungsmerkmal zur normalen Ghibli-Variante. Nach Werksangaben wurden 34 Exemplare des Primatist hergestellt; einige Quellen bezweifeln dies.

## Sportversion: Ghibli Open Cup
Für den 1995 und 1996 ausgetragenen Ghibli-Markenpokal entwickelte Maserati den Ghibli Open Cup. Das im Dezember 1994 vorgestellte Rennsportmodell, das 22-mal gebaut wurde, hatte einen auf 239 kW (325 PS) Leistung gesteigerten Zweiliter-V6, Aluminiumräder mit Schnellverschluss, Slicks, Sportfahrwerk, Rennbremsen, Überrollbügel und einen abgespeckten Innenraum.

## Produktionsumfang
Vom Ghibli der zweiten Generation entstanden bis Ende 1997 insgesamt 2.183 Exemplare. Auf dem deutschen Markt kostete der Ghibli bei seiner Einführung im April 1992 99.850 DM.

## Bewertung
Der Ghibli gilt als beste und ausgereifteste Version des Maserati Biturbo. Bei ihm mache sich der Einfluss Fiats bemerkbar, der zu kontinuierlichen Verbesserungen der Konstruktion geführt habe. Einige halten den Ghibli für einen „domestizierten Shamal“.

„Zwar reichte (seine) Qualität nicht an die der deutschen Konkurrenz heran, doch bot der Ghibli in der uniformen Welt der perfekt-langweiligen deutschen Konkurrenzmodelle eine frische, zu Herzen gehende Alternative. Der Wagen war schnell und unterhaltsam, und es gab Käufer, die sich von dem ruhigen Design und seinem praktischen viersitzigen Layout angezogen fühlten.“

## Technische Daten und Fahrleistungen
| Maserati:                      | Ghibli 2,0                                            | Ghibli 2,8                                            | Ghibli Cup                                            |
| ------------------------------ | ----------------------------------------------------- | ----------------------------------------------------- | ----------------------------------------------------- |
| Motorbauart:                   | 6 Zylinder V-Frontmotor mit zwei Turboladern          | 6 Zylinder V-Frontmotor mit zwei Turboladern          | 6 Zylinder V-Frontmotor mit zwei Turboladern          |
| Hubraum:                       | 1996 cm³                                              | 2790 cm³                                              | 1996 cm³                                              |
| Bohrung × Hub:                 | 82,0 × 63,0 mm                                        | 94,0 × 67,0 mm                                        | 82,0 × 63,0 mm                                        |
| Leistung bei 1/min:            | 225 kW (305 PS) bei 6250                              | 206 kW (284 PS) bei 5500                              | 246 kW (330 PS) bei 5500                              |
| Drehmoment bei 1/min:          | 373 Nm bei 4250                                       | 431 bei 3750                                          | 371 bei 4000                                          |
| Abmessungen Länge/Breite/Höhe: | 4223 / 1775 / 1300 mm                                 | 4223 / 1775 / 1300 mm                                 | 4223 / 1775 / 1300 mm                                 |
| Radstand:                      | 2514 mm                                               | 2514 mm                                               | 2514 mm                                               |
| Leergewicht:                   | 1365 kg                                               | 1365 kg                                               | 1365 kg                                               |
| Fahrwerk Vorderachse:          | Querlenker, MacPherson-Federbein, Querstabilisator    | Querlenker, MacPherson-Federbein, Querstabilisator    | Querlenker, MacPherson-Federbein, Querstabilisator    |
| Fahrwerk Hinterachse:          | Schräglenker, Feder-Dämpfer-Einheit, Querstabilisator | Schräglenker, Feder-Dämpfer-Einheit, Querstabilisator | Schräglenker, Feder-Dämpfer-Einheit, Querstabilisator |
| Vmax:                          | 265 km/h                                              | 260 km/h                                              | 269 km/h                                              |
| 0–100 km/h:                    | 5,7 s                                                 | 5,7 s                                                 | 5,5 s                                                 |
| Verbrauch:                     | 11,5 l/100 km                                         | 11,9 l/100 km                                         | 11,5 l/100 km                                         |
| Tankinhalt:                    | 80 l                                                  | 80 l                                                  | 80 l                                                  |